# Pastor Maldonado
Pastor Rafael Maldonado Motta OL (Maracay, Venezuela; 9 de marzo de 1985) es un expiloto de automovilismo venezolano. Se coronó campeón de la GP2 Series en 2010 en Monza, después de 4 años en esta categoría. Desde 2011 hasta 2015 corrió en Fórmula 1, convirtiéndose en el primer y único venezolano en ganar un Gran Premio en el GP de España de 2012 con Williams, tras salir desde la pole position. También ha competido en carreras de resistencia, obteniendo la tercera posición en la categoría LMP2 del Campeonato Mundial de Resistencia de la FIA 2018-19.

## Carrera

### Inicios
Debutó en el karting en 1993. En 2003 ingresa en el campeonato de Fórmula Renault de Italia como piloto del equipo Cram Competition quedando en el séptimo puesto de la tabla final del campeonato. En esa temporada logró hacerse con una pole position y llegar en tres oportunidades al podio. Para el año 2004 participó en Fórmula Renault Italia nuevamente y en Fórmula Renault Europa, en Italia se titularía campeón al conseguir ocho victorias y seis pole positions, mientras que en el campeonato europeo era líder del campeonato pero tuvo que dedicarse a tiempo completo en el campeonato italiano con lo que terminaría octavo tras conseguir dos victorias.
En noviembre de 2004, a Pastor se le dio la oportunidad de probar con el equipo Minardi en Misano, Italia.

#### F3000 italiana
En 2005 participó en el equipo Sighinolfi Auto Racing de Fórmula 3000 italiana en donde consiguió en una oportunidad el primer lugar en una carrera terminando noveno al final del campeonato.

#### World Series by Renault
Para 2005, Pastor ingresa en World Series by Renault con el equipo DAMS, obteniendo resultados regulares. Fue suspendido durante varias carreras por atropellar en los entrenamientos previos a la carrera del circuito de Mónaco a un comisario de pista ignorando las banderas amarillas en pista, aunque él señaló que no las había visto; pero para 2006 su actuación en la WSR mejoró tras ser fichado por el equipo Draco Racing obteniendo el tercer lugar del campeonato de ese año.
En ese último año estuvo marcado por la controversia, ya que Maldonado pudo haberse titulado campeón de la WSR luego que le fueran descontados 16 puntos. (victoria y vuelta rápida) en el circuito de Misano-Italia, ya que el sueco Alx Danielsson terminó la competencia con 105 puntos y Maldonado con 98 puntos.

### GP2 Series

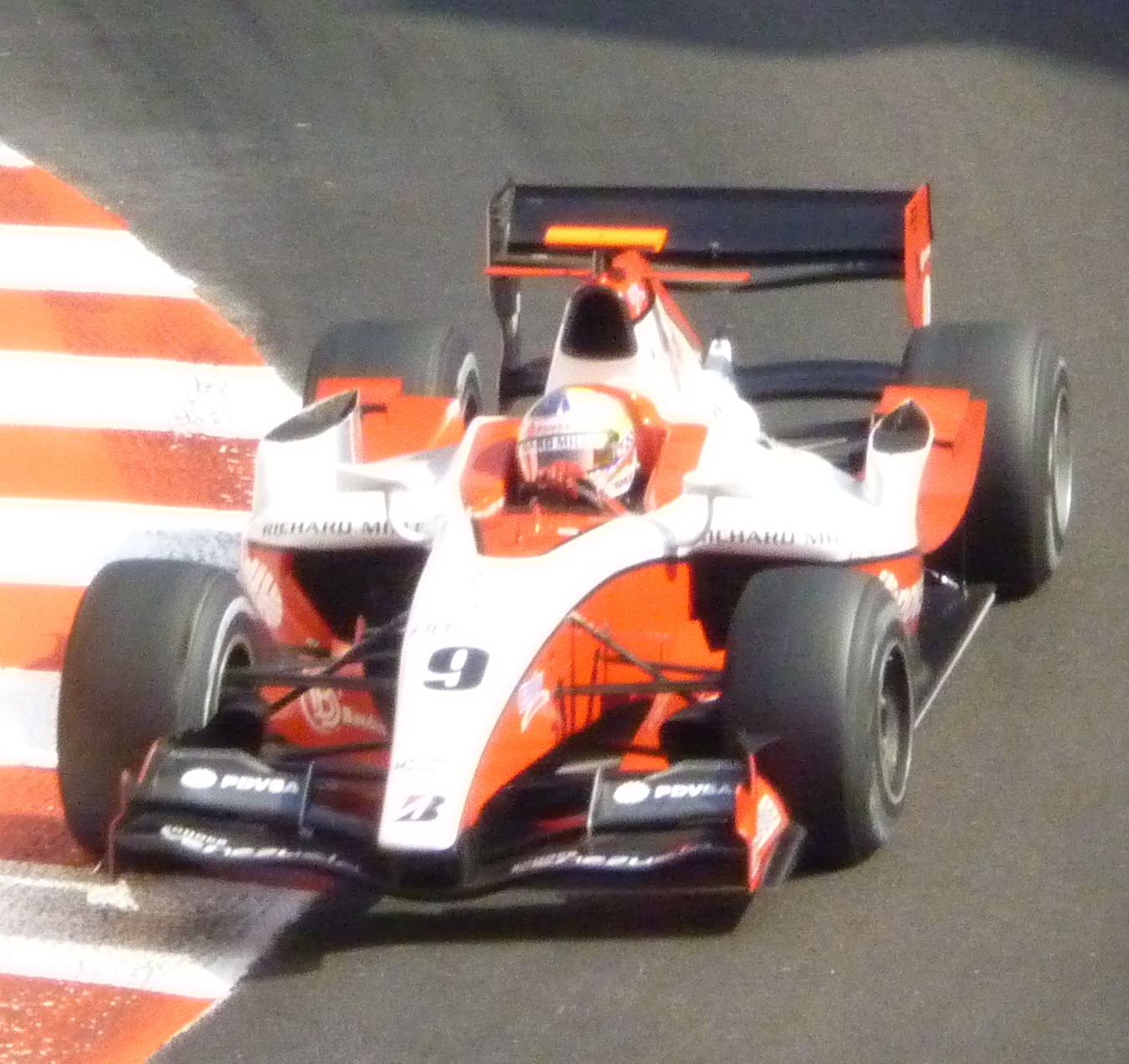
Pastor en la victoria de Mónaco, por la temporada 2009 de GP2 Series.

Asciende a GP2 Series para la temporada 2007 en el equipo italiano Trident Racing participando con el monoplaza N.º 12. Obtiene una victoria en Mónaco también fue novato del año esa temporada. Paralelamente, el piloto de Maracay realizó seis pruebas en Fórmula 1 para obtener la Súper Licencia y esperar su confirmación como piloto de F1. En la temporada 2008, el venezolano firma con Piquet Sports, compartiendo equipo junto a Andreas Zuber. Maldonado consiguió acabar en un buen 5.º puesto en la clasificación final. En la Temporada 2009, el venezolano participó con el equipo ART Grand Prix siendo compañero de Nico Hülkenberg, quien se alzó con el campeonato. Finalmente, se proclama campeón en 2010 con Rapax Team.

### Fórmula 1
Maldonado tuvo opciones de conseguir un asiento en el Hispania Racing en 2010. El director del equipo Adrián Campos le dijo a Bruno Senna que su compañero de equipo podría ser Pedro de la Rosa, Vitali Petrov o Maldonado, pero los problemas financieros del equipo y el cambio de la propiedad alteraron la situación y Karun Chandhok fue el elegido. Fue entonces cuando Maldonado informó que estaba cerca de firmar un acuerdo para ser piloto de pruebas y reserva para el equipo Stefan GP, que trató de competir en la temporada 2010 tras la retirada de USF1 Team, que dejó un espacio teórico para otro nuevo equipo.
Pastor tuvo conversaciones con ciertos equipos de Fórmula 1 tras conseguir el campeonato de GP2 Series. El apoyo de los patrocinadores (en particular de la empresa petrolera venezolana PDVSA), le dieron una base sólida para dar el salto a la máxima categoría. El 1 de diciembre de 2010, se confirmó su participación con la escudería Williams de Frank Williams para la temporada 2011.

### Williams (2011-2013)

#### 2011

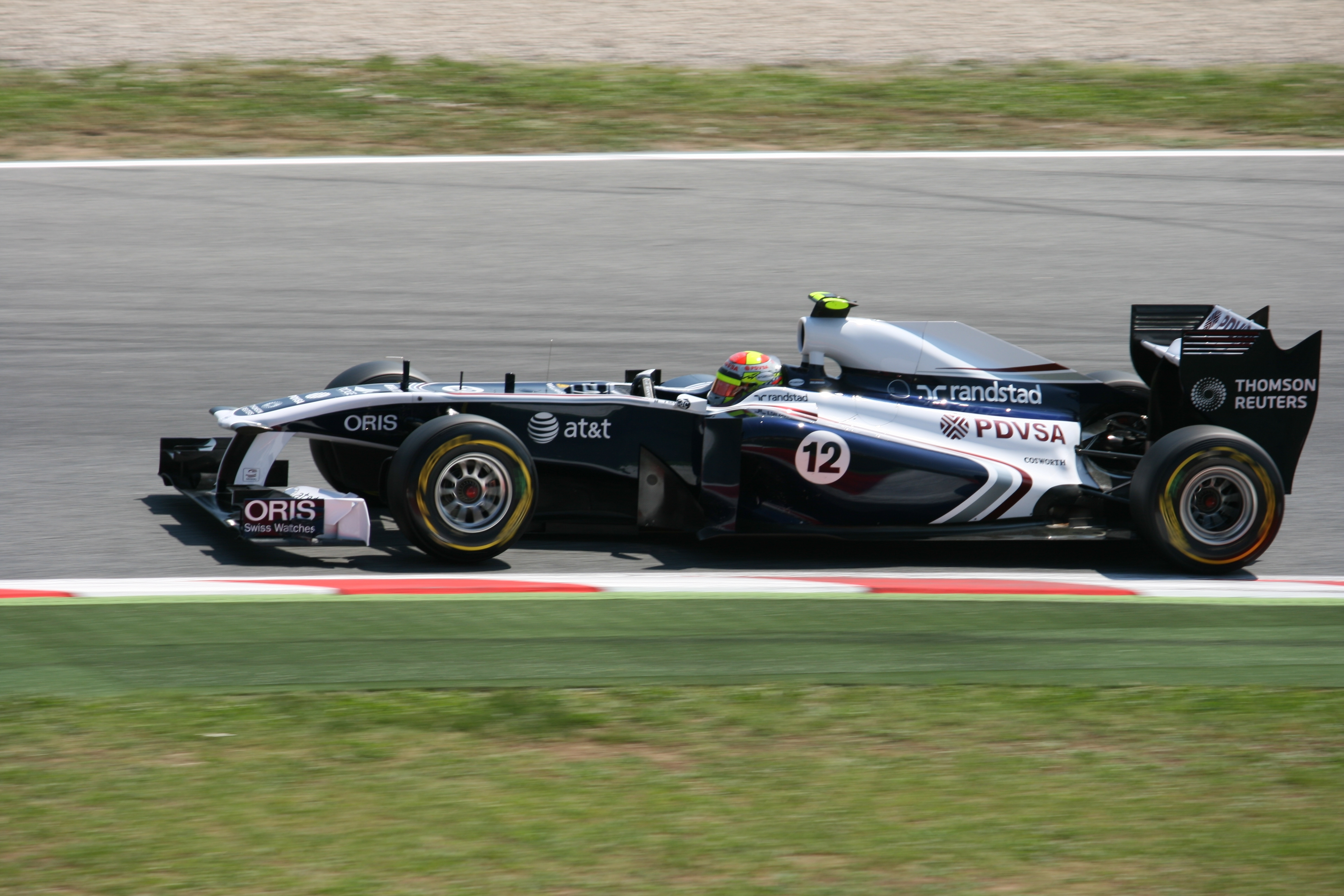
Maldonado al volante de su Williams FW33 durante el GP de España.

Maldonado reemplazó a Nico Hülkenberg para el 2011 en Williams haciendo dupla con Rubens Barrichello. Sin embargo, el coche no fue de la talla de los equipos medios, y Pastor tuvo un mal comienzo al no lograr terminar las 2 primeras carreras de la temporada. Pero en China y en Turquía el monoplaza mejora algo y al menos Maldonado logra acabar la carrera. En España, Pastor logra por primera vez meter el coche en el top-ten al clasificarse 9.º; pero en la carrera, perdió posiciones al comienzo y al final tuvo un incidente con Sébastien Buemi, aunque llegó a acabar la carrera 15.º. En Mónaco otra vez se mete en el top-ten al clasificarse 9.º luego de una sanción a Lewis Hamilton, y en la caótica carrera, hace un gran papel al rodar en los puntos, pero faltando 5 vueltas para el final, Hamilton se le mete por dentro en la primera curva para adelantarlo y finalmente el inglés colisiona con Pastor, haciéndole chocar contra las protecciones y acabando la gran carrera del piloto venezolano. En GP de Canadá, Pastor logró rodar algunas vueltas en los puntos, pero a falta de 9 vueltas, dio un trompo y abandonó. En Valencia, en la Q2, sufre un problema eléctrico que le hace salir para la carrera 15.º, y en la carrera, pierde posiciones al comienzo y sólo pudo llegar en el puesto 18.º. En Silverstone, consigue su mejor resultado clasificatorio al llegar 7.º. Pero en carrera, vuelve a sufrir otro problema al comienzo y en los pits casi choca con Kamui Kobayashi. Finalmente Pastor acabó 14.º, hasta ahora consiguiendo su mejor resultado en carrera. En Alemania repite el 14.º. En Hungría, acabó 16.º. En Bélgica, clasifica 16.º, pero un incidente con Lewis Hamilton le lleva a una penalización de 5 puestos, que lo lleva al puesto 21.º. Al día siguiente, hace una gran carrera y logra acabar 10.º, sumando su primer punto en Fórmula 1. En Italia, se clasifica 14.º y en carrera, luego de un incidente en la salida, remonta hasta el puesto 7.º, pero luego de su primer repostaje, el coche sufre un bajón extraño, de modo que comienza a perder posiciones y a la final, acabó 11.º. En Singapur vuelve otra vez a rozar los puntos (11.º). En Suzuka tiene un fin de semana muy difícil y acaba 14.º. En Corea y en la India tiene que abandonar debido a problemas mecánicos. En Abu Dabi, clasifica 17.º, pero una penalización por usar su noveno motor, lo baja hasta el puesto 23.º. En carrera sube posiciones y llegó a rodar 10.º, pero una sanción por ignorar las banderas azules hizo que sus opciones por volver a puntuar se desvanecieran. Finalmente acabó la carrera 14.º. Y en Brasil, la última carrera del año, Maldonado tuvo un accidente.
Sus posibilidades de destacar se vieron claramente limitadas por la baja competitividad del monoplaza, aunque Pastor dejó algunos destellos de su talento: por ejemplo, entró en la Q3 en tres ocasiones y estuvo metido en la zona de puntos en Montecarlo antes de abandonar.

#### 2012: primera y única victoria

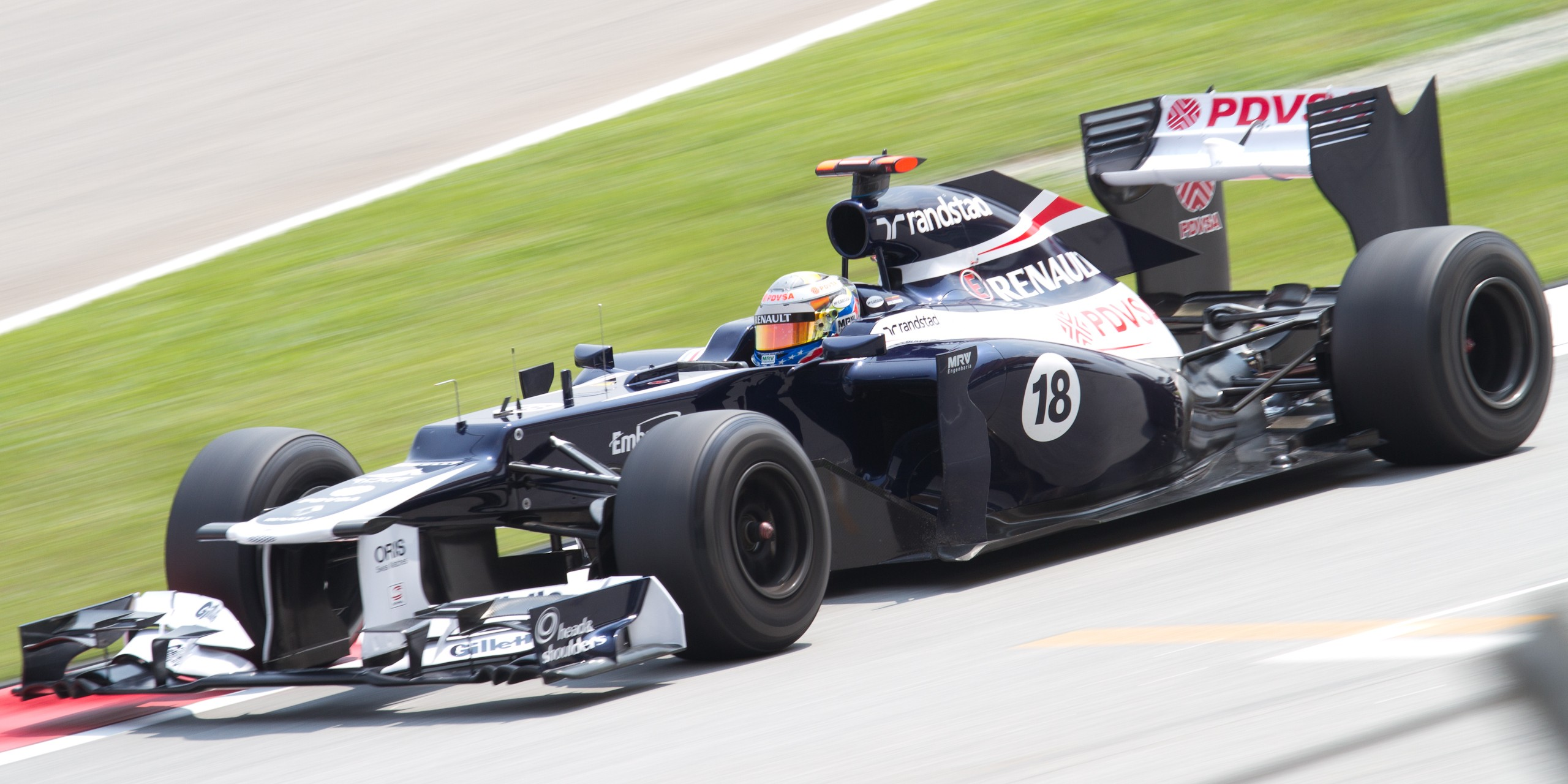
Pastor Maldonado durante los entrenamientos libres en Malasia

Tras un debut complicado para Pastor, el 1 de diciembre, Williams confirma que el piloto venezolano seguirá con ellos en 2012 teniendo como compañero de equipo a Bruno Senna. Sería en Australia cuando empieza la temporada, donde tras clasificar 8.º, Maldonado hizo una buena carrera con un ritmo bastante bueno. Al final, habría acabado 6.º si no fuera por un accidente justo en la última vuelta, lo que supuso un varapalo tremendo y una pérdida de 8 valiosos puntos. En Malasia, tras una carrera alocada bajo la lluvia rodaba cerca de los puntos, hasta que iba 10.º en las últimas vueltas, pero una rotura de motor de nuevo en la última vuelta le privó de esa 10.ª posición. En China, la carrera tampoco fue muy brillante para el venezolano, rodando este fuera de los puntos durante una buena parte de la carrera. Sin embargo, en las últimas vueltas, tras comprimirse el grupo con los de delante, Maldonado avanzó y al final acabó 8.º, sumando por fin sus 4 primeros puntos. Baréin tampoco fue una muy buena carrera para él, puesto que tras clasificar 17.º al final no acabó la carrera (tuvo un trompo y otros percances). Pero llegó España e hizo la pole y la victoria tras batir a Fernando Alonso, fue una carrera increíble y tuvo un ritmo fuerte, a la altura perfectamente de los equipos a priori favoritos, al final fue levantado por dos campeones mundiales dándole el crédito de su arduo trabajo realizado durante el fin de semana y durante la carrera ya que no contaba con un coche favorito y mucho menos ganador, aún haciendo omisión de los mensajes por radio para que cuidara sus gomas calculó de manera magistral el desgaste ya que ni estaba dentro de los punteros, pese a ello logró la victoria de una manera contundente. Y bien, acabó 1.º y se llevó sus 25 puntos, pero fue llegar a Mónaco y empeoró la situación. Tras clasificar 9.º, con diversas sanciones al final acabó saliendo el último (es decir, el 24). En la salida, se llevó por delante a Pedro de la Rosa y quedó fuera de combate. En Canadá, tras una mala clasificación y una carrera en la que tampoco tuvo ritmo, solo pudo aspirar a terminar 13. En Europa, Maldonado volvió a tener un ritmo fuerte y clasificó 3.º, solo por detrás de Vettel y Hamilton. En la carrera, pese a perder algunas posiciones durante la primera parte de la carrera, por diversas causas fue recuperando hasta la 4.ª, cuando tras alcanzar a Hamilton (que tenía ruedas desgastadas) y atacarle en la penúltima vuelta, tuvo un percance con el piloto de McLaren y Hamilton acabó fuera y Maldonado sin alerón. Evidentemente, al instante del accidente, Maldonado estuvo 3.º aguantando como podía sin alerón, pero le alcanzaron los demás y le fueron pasando hasta acabar la carrera sin alerón en la última posición de puntos (décimo), pero le sancionaron posteriormente y acabó fuera de los puntos. Fue otro duro golpe, porque perdió un valioso 3.er puesto que le daba 15 puntos. El podio al final se lo llevó Michael Schumacher. En Inglaterra se mantenía en zona de puntos, pero un incidente con Pérez acabó con sus posibilidades de puntuar. En Alemania salió 5.º pero fue perdiendo posiciones a medida que avanzaba la carrera hasta acabar fuera de los puntos. En Hungría tampoco fue bueno su ritmo y también quedó por ello fuera de los puntos. Al empezar la segunda mitad, en Bélgica clasificó 3.º pero una sanción le llevó al 6.º puesto. Al salir, se saltó la salida y se puso 3.º, pero tampoco se salvó del gran accidente de la primera curva y acabó trompeado en la primera curva hasta ser último. Le pusieron una sanción por el tema de haberse saltado la salida, pero no sirvió de nada puesto que de todos modos tuvo un accidente durante la carrera. En Italia, estuvo toda la carrera fuera de los puntos sin posibilidad de llegar a los mismos por falta de ritmo. En Singapur, nuevamente Maldonado volvió a brillar y clasificó 2.º. En la salida de pasaron Vettel y Button, por lo que estuvo 4.º, pero una avería mecánica de Hamilton (el líder de la carrera) le dejó 3.º, podio que por fin podría haber conseguido tras muchas ocasiones perdidas, si no fuera porque ésta también la perdió por una avería en el sistema hidráulico. Final duro; otro podio se escapa y otros valiosos puntos que se pierden. En Japón, tras una mala racha y pérdidas masivas de puntos, el venezolano por fin consiguió ser 8.º tras un ritmo constante y una carrera en la que siempre estuvo dentro de la zona de puntos. No puntuaba desde su victoria en España, con lo que por fin se llevó algunos puntos, en concreto 4. En Corea todo fue descolorido otra vez, puesto que durante toda la carrera estuvo bastante lejos de los puntos y con un ritmo lejos de conseguirlos. En la India más de lo mismo, una carrera sin puntuar. En Abu Dabi volvió a estar entre los mejores, clasificó 3.º y ahí se mantuvo durante una buena parte de la carrera. Aquí por fin no le pasó nada ni abandonó, lo único que no pudo mantener el podio y tuvo que acabar 5.º. Pero bueno, visto todo el pasado, este 5.º puesto sabe a gloria y es un magnífico resultado, con sus 10 puntos. En EE. UU. volvió a puntuar, aunque esta vez no tan arriba; tuvo que conformarse con terminar 9.º. Brasil, la última carrera, fue una loca y accidentada carrera. Pese a que su compañero Bruno Senna tuvo un accidente en la salida, Maldonado sin embargo pasó desapercibido del mismo y estuvo 9.º. Sin embargo, solo aguantó hasta la 2.ª vuelta porque, tras pasar las 3 primeras curvas seguidas tuvo un accidente contra las barreras y por tanto tuvo que abandonar. Sin embargo, de este accidente poca gente estará al tanto puesto que la realización no lo mostró, por lo que el accidente de Maldonado pasó totalmente desapercibido. Aquí termina su temporada, con 45 puntos y con muchas ocasiones perdidas que, de no ser así, Maldonado podría haber tenido algún podio más y otros grandes resultados. Es por ello que solamente acabó el 15. Aproximadamente, pudo perder más de 40 puntos en todas las ocasiones fallidas.
El 15 de diciembre del 2012, Pastor Maldonado se casó con la modelo y periodista venezolana Gabriela Tarkanyi, quien fue su novia en los últimos años.

#### 2013

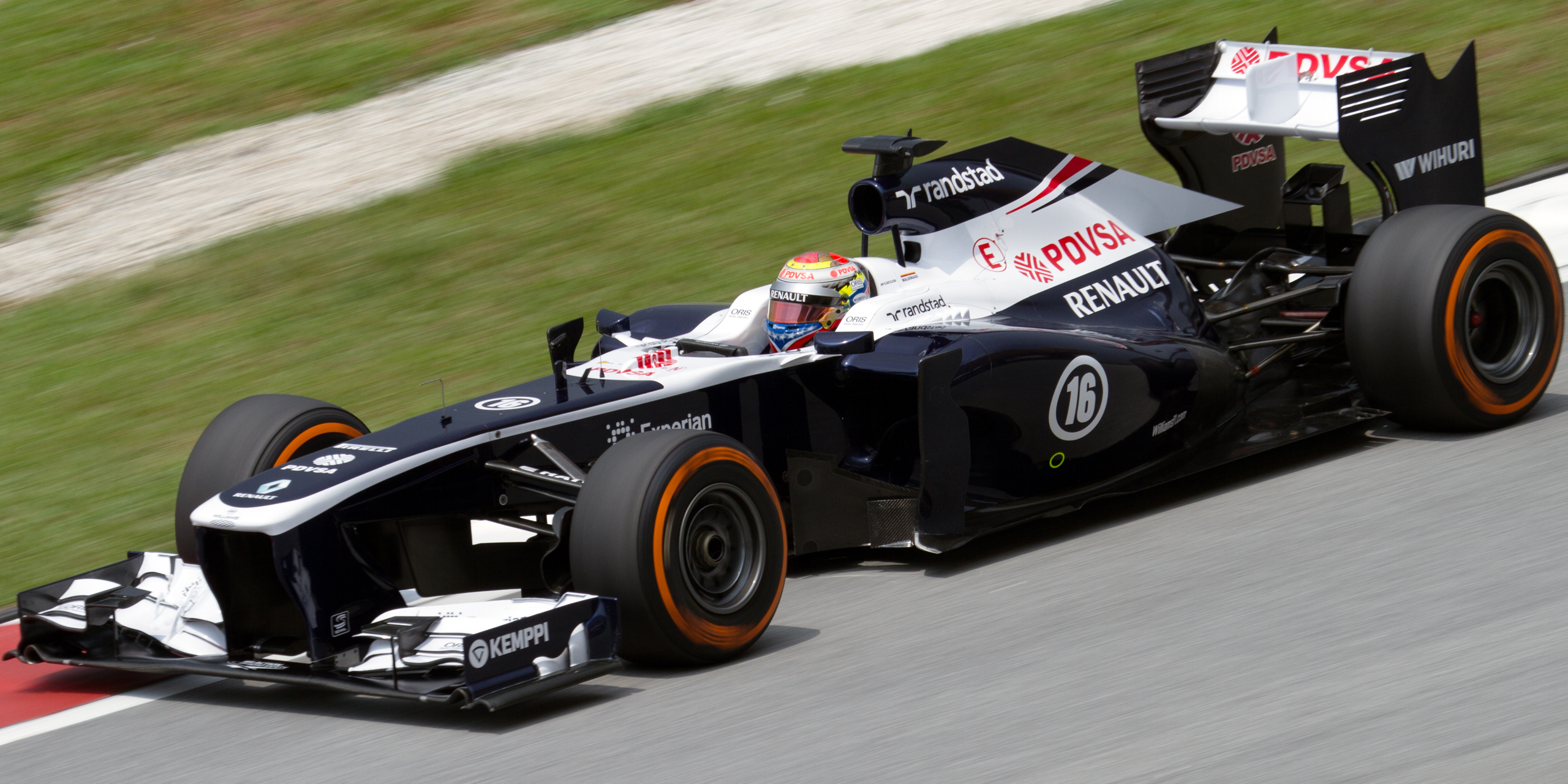
Pastor Maldonado en los libres de Malasia en 2013

El 28 de noviembre de 2012 se anuncia oficialmente su continuidad con la escudería para el 2013. Pese a las buenas sensaciones en pretemporada, el FW35 no fue competitivo tras cambiar el sistema de escapes original y Maldonado tuvo un horrible arranque de temporada, con dos abandonos. Después de luchar con un coche mediocre y obtener dos undécimas posiciones en Baréin y Silverstone, finalmente consigue su primer (y único) punto del año en Hungría, aunque estuvo cerca de repetir la hazaña en Singapur y Abu Dabi.

#### Lotus (2014-2015)

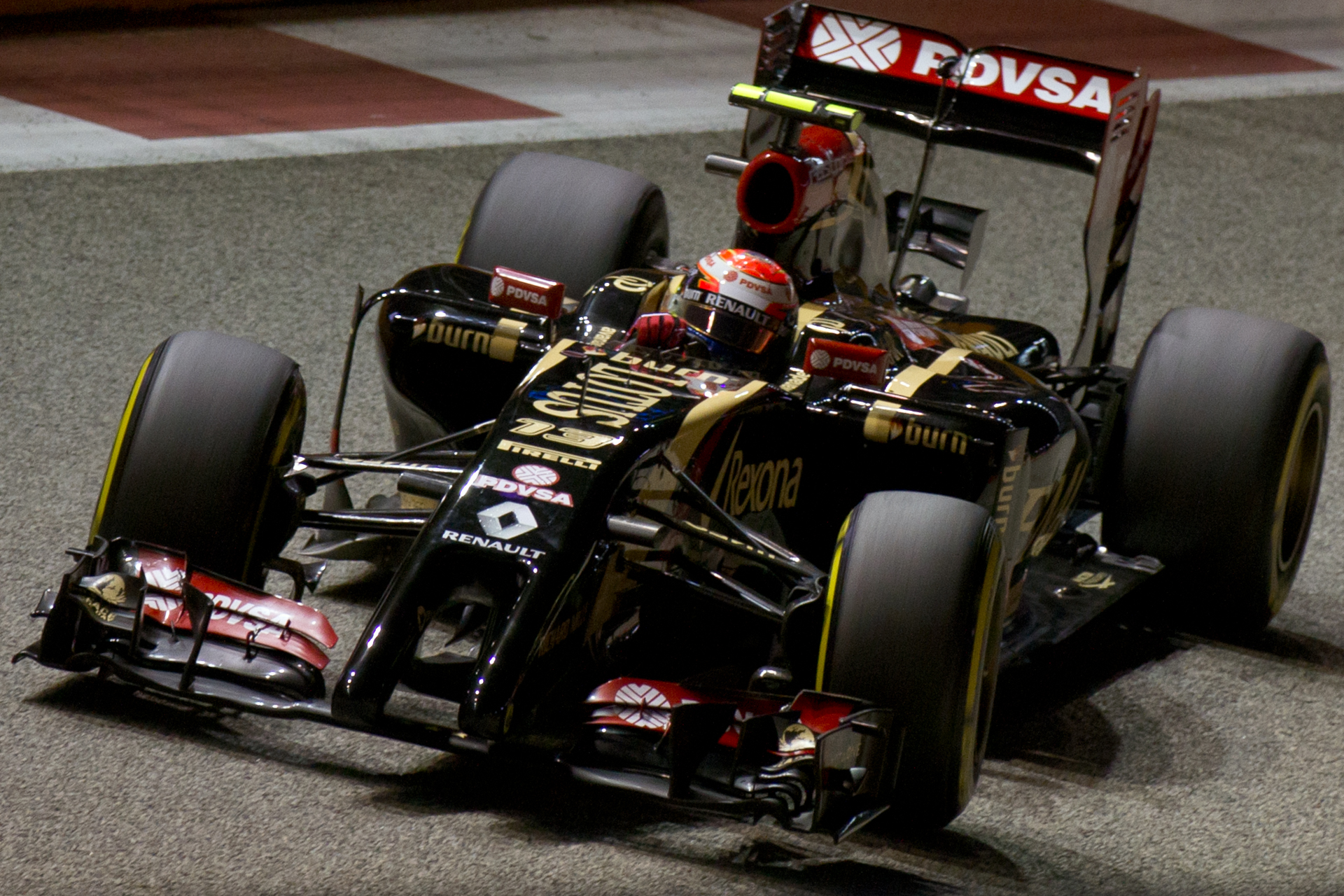
Pastor Maldonado en el Gran Premio de Singapur de 2014.

#### 2014
El 11 de noviembre de 2013, la escudería Williams anunció la marcha del venezolano para el próximo año, siendo reemplazado por Felipe Massa. El 29 de noviembre, se confirma su llegada a Lotus como nuevo compañero de Romain Grosjean para 2014.
El 2 de noviembre, consigue sus primeros y a la postre únicos puntos en 2014 al llegar en la décima posición (posteriormente fue elevado a la novena) en Estados Unidos. En medio de esta decepcionante temporada con un Lotus E22 lastrado por la debilidad de su motor Renault, Lotus había confirmado la continuidad de Maldonado para el 2015.

#### 2015

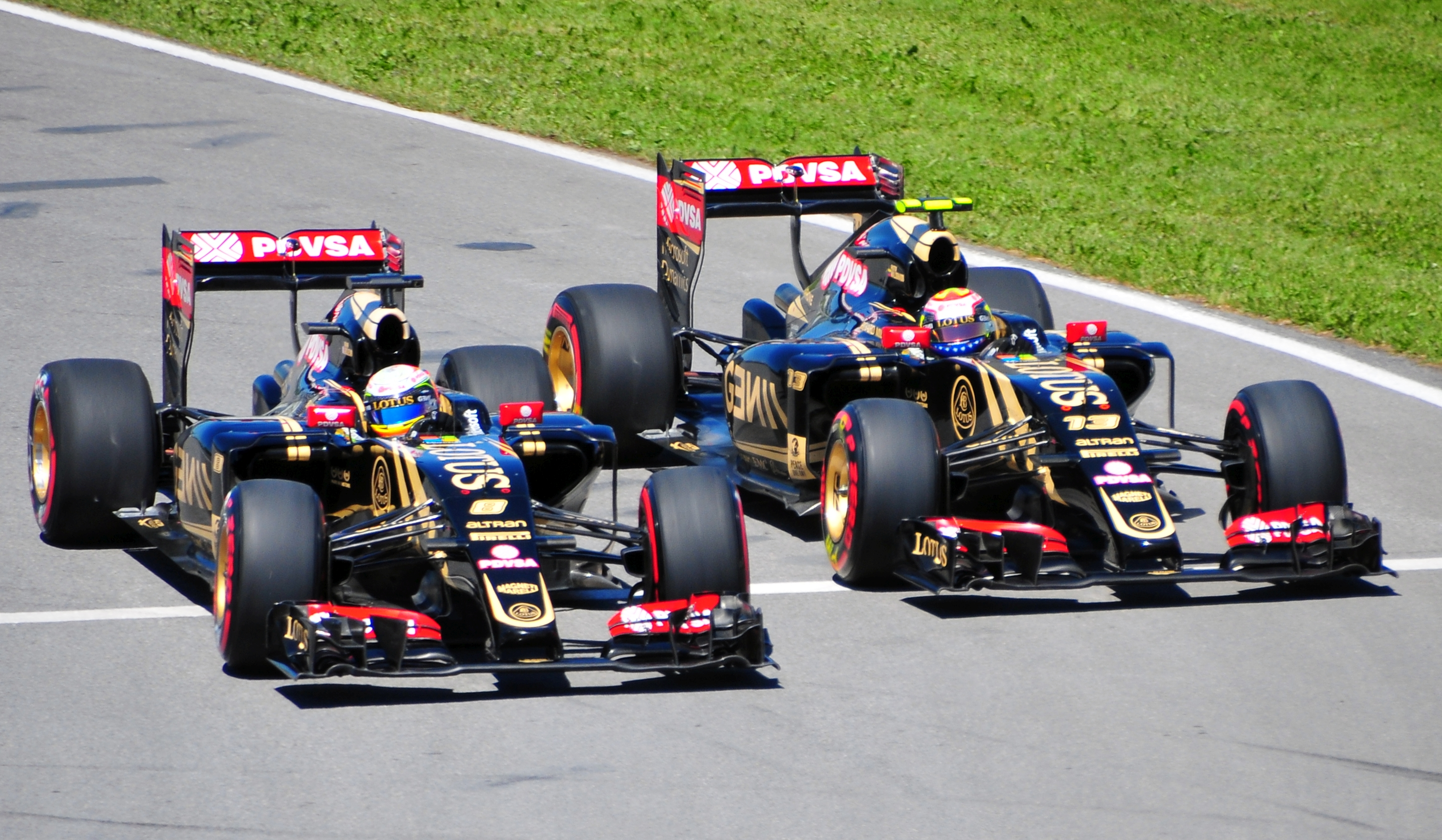
Romain Grosjean (izquierda) junto a Maldonado, compañeros en Lotus-Mercedes en 2015.

El 2015 comienza con mejores perspectivas, ya que el Lotus E23 Hybrid con motor Mercedes era algo más competitivo que su predecesor. Sin embargo, Maldonado sólo pudo terminar una de las 6 primeras carreras, en gran parte debido a problemas de fiabilidad en el E23. Consiguió sus primeros puntos del año en Canadá, donde fue 7.º, resultado que repitió en Austria. El equipo anunció que Maldonado seguiría con ellos en 2016 y Pastor terminó el año puntuando en 4 de las 6 últimas carreras.

#### 2016: Retiro de Fórmula 1
El 1 de febrero de 2016, tras incumplimientos de contrato de sus patrocinadores, el piloto venezolano se despide, con estas palabras: "Hoy con la mayor humildad les informo que no estaré presente a la parrilla de salida de la F1 para la temporada 2016, gracias por todos sus mensajes de apoyo, pasión y preocupación hacia mi futuro. Me siento muy honrado con el apoyo de todos ustedes y orgulloso de mi desempeño profesional. Ratifico mi sentimiento de agradecimiento a Dios, a mi familia, a mis patrocinadores, a mis amigos, mis fans y a todos los que han ayudado a materializar este gran sueño de haber podido representar a Venezuela hasta la máxima categoría del automovilismo. Hasta pronto!".
Para reemplazarle, el equipo francés contrató a Kevin Magnussen, quien cuatro meses atrás había perdido su lugar de reserva en McLaren cuando el equipo se contratara a Stoffel Vandoorne en su lugar.
De cara a desarrollar los neumáticos de la temporada 2017, Pirelli elige a Maldonado como piloto de pruebas, teniendo los primeros test en los circuitos de Mugello y Barcelona pilotando un GP2.

### Intento de retorno a F1 o ingreso a IndyCar
Con el anuncio de la retirada de Nico Rosberg el día 2 de diciembre de 2016, el venezolano veía como se le podía volver a abrir otra puerta para regresar a la máxima categoría, ya que el retiro del campeón alemán generaría un efecto dominó en el mercado de pilotos que podría beneficiar al maracayero para 2017.
Pastor también sonó para ser piloto de Sauber, siendo compañero de Marcus Ericsson, pero no se pudo llegar a ningún acuerdo. El 16 de enero, se confirmaba que su excompañero Valtteri Bottas, sería el elegido por la escudería germana, Felipe Massa retornaría de nuevo al "Gran Circo" tras la salida del piloto finlandés de la escudería inglesa y Pascal Wehrlein terminaría siendo el escogido por el equipo suizo. Con esto, incluyendo la salida del equipo Manor, Maldonado veía como se le esfumaban las posibilidades de haber regresado a la máxima categoría del automovilismo.
Luego de no poder volver a Fórmula 1, Pastor volvía a sonar nuevamente como piloto de IndyCar, esta vez, para el equipo KV Racing Technology. Sin embargo, el 16 de febrero, el equipo anunciaba su cierre definitivo, luego de una pretemporada llena de dificultades económicas, siendo finalmente vendido y adquirido por Juncos Racing, dejando nuevamente a Maldonado sin opción alguna de disputar esta competición.

### 2018: Regreso de Pastor a las pistas en WEC
Pastor avisó que podía volver en cualquier momento, incluso sonó, sin demasiada fuerza, como posible sustituto de Jolyon Palmer dentro del equipo Renault ya en 2017. Esta pretemporada también se escucharon rumores de dudosa procedencia que le ligaban al equipo Campos Racing para realizar la temporada de la nueva categoría WTCR. Pero finalmente ha sido el WEC el que ha provocado el regreso del último piloto capaz de lograr una victoria para el equipo Williams.
El equipo DragonSpeed ha confirmado que Maldonado realizará toda la ‘supertemporada’ del Campeonato Mundial de Resistencia, que comienza el próximo 5 de mayo con la disputa de las 6 Horas de Spa-Francorchamps (antes habrá test conjuntos en Paul Ricard, los días 6 y 7 de abril) y que finalizará el 15 y 16 de junio de 2019, con una segunda cita de las 24 Horas de Le Mans, sumando un total de ocho carreras.
Pastor pilotará un LMP2 con un chasis Oreca07, y tendrá compañero a un habitual de la resistencia en los últimos años, Roberto González. Resta por confirmar el tercer piloto que acompañará a la pareja de latinos.
El 27 de enero de 2019, Maldonado y sus compañeros obtuvieron la victoria en las 24 Horas de Daytona en la categoría LMP2.

## Vida personal
El 19 de septiembre de 2006, inició una relación con la periodista venezolana Gabriela Tarkanyi (1982). El 1 de diciembre de 2012, se casaron civilmente y el 15 de diciembre de ese año, religiosamente en el Parque nacional Canaima. El 8 de junio de 2013, Tarkanyi anunció que estaba embarazada de una niña y el 5 de septiembre, nació Victoria; siendo su madrina de bautizo, María Gabriela Chávez. El 4 de agosto de 2017, anunció su segundo embarazo. El 19 de noviembre, nació Valentina y el 12 de mayo de 2019, fue bautizada en el Hôtel de Paris; siendo su madrina, Jacqueline Bracamontes. 
Su primo, Manuel Maldonado también es piloto y corre en carreras de resistencia.
Maldonado es una figura política abierta, algo poco común en el mundo del automovilismo. Se considera cercano a la Izquierda y fue amigo del presidente de Venezuela Hugo Chávez. En marzo de 2013 fue uno de los guardias de honor en su funeral. En 2018, Pastor Maldonado criticó al gobierno de Nicolás Maduro por no apoyar a los corredores en la Fórmula 1.

## Resumen de carrera
| Temporada | Categoría                                          | Equipo                 | Carreras          | Victorias         | Poles             | VR                | Podios            | Puntos            | Pos.              |
| --------- | -------------------------------------------------- | ---------------------- | ----------------- | ----------------- | ----------------- | ----------------- | ----------------- | ----------------- | ----------------- |
| 2003      | Fórmula Renault 2.0 Italia                         | Cram Competition       | 12                | 0                 | 1                 | 1                 | 3                 | 118               | 7.º               |
| 2003      | Fórmula Renault 2000 Masters                       | Cram Competition       | 8                 | 0                 | 0                 | 0                 | 0                 | 0                 | 28.º              |
| 2003      | Fórmula Renault 2.0 Alemania                       | Cram Competition       | 2                 | 0                 | 0                 | 0                 | 0                 | 3                 | 43.º              |
| 2003      | Fórmula Renault 2.0 Italia Copa de Invierno        | Cram Competition       | ?                 | ?                 | ?                 | ?                 | ?                 | ?                 | 1.º               |
| 2004      | Fórmula Renault 2.0 Italia                         | Cram Competition       | 17                | 8                 | 6                 | 11                | 12                | 326               | 1.º               |
| 2004      | Eurocopa de Fórmula Renault 2000                   | Cram Competition       | 15                | 2                 | 0                 | 1                 | 3                 | 134               | 8.º               |
| 2004      | Eurocopa de Fórmula Renault V6                     | Cram Competition       | 2                 | 0                 | 0                 | 0                 | 0                 | 12                | 21.º              |
| 2004      | Fórmula 1                                          | Minardi F1 Team        | Piloto de pruebas | Piloto de pruebas | Piloto de pruebas | Piloto de pruebas | Piloto de pruebas | Piloto de pruebas | Piloto de pruebas |
| 2005      | Fórmula Renault 3.5 Series                         | DAMS                   | 8                 | 0                 | 0                 | 0                 | 0                 | 4                 | 25.º              |
| 2005      | Fórmula 3000 Italiana                              | Sighinolfi Auto Racing | 4                 | 1                 | 1                 | 1                 | 1                 | 14                | 9.º               |
| 2006      | Fórmula Renault 3.5                                | Draco Racing           | 17                | 3                 | 5                 | 6                 | 5                 | 103               | 3.º               |
| 2007      | GP2 Series                                         | Trident Racing         | 13                | 1                 | 1                 | 0                 | 2                 | 25                | 11.º              |
| 2007      | Euroseries 3000                                    | G-Tec                  | 2                 | 1                 | 1                 | 1                 | 1                 | 12                | 10.º              |
| 2007      | Fórmula 3000 Italia                                | G-Tec                  | 2                 | 1                 | 1                 | 1                 | 1                 | 12                | 8.º               |
| 2008      | GP2 Series                                         | Piquet Sports          | 20                | 1                 | 2                 | 4                 | 6                 | 60                | 5.º               |
| 2008      | International GT Open – GTS                        | Scuderia Latorre       | 2                 | 0                 | 0                 | 0                 | 1                 | 8                 | 22.º              |
| 2008      | Euroseries 3000                                    | GP Racing              | 1                 | 1                 | 0                 | 1                 | 1                 | 11                | 12.º              |
| 2008      | International GT Open                              | Scuderia Latorre       | ?                 | ?                 | ?                 | ?                 | ?                 | 18                | 32.º              |
| 2008-09   | GP2 Asia Series                                    | ART Grand Prix         | 5                 | 0                 | 0                 | 0                 | 1                 | 7                 | 15.º              |
| 2009      | GP2 Series                                         | ART Grand Prix         | 20                | 2                 | 0                 | 1                 | 2                 | 36                | 6.º               |
| 2009      | Euroseries 3000                                    | Teamcraft Motorsport   | 2                 | 1                 | 0                 | 0                 | 1                 | 10                | 10.º              |
| 2010      | GP2 Series                                         | Rapax Team             | 20                | 6                 | 0                 | 5                 | 8                 | 87                | 1.º               |
| 2011      | Fórmula 1                                          | AT&T Williams          | 19                | 0                 | 0                 | 0                 | 0                 | 1                 | 18.º              |
| 2012      | Fórmula 1                                          | Williams F1 Team       | 20                | 1                 | 1                 | 0                 | 1                 | 45                | 15.º              |
| 2013      | Fórmula 1                                          | Williams F1 Team       | 19                | 0                 | 0                 | 0                 | 0                 | 1                 | 18.º              |
| 2014      | Fórmula 1                                          | Lotus F1 Team          | 19                | 0                 | 0                 | 0                 | 0                 | 2                 | 16.º              |
| 2015      | Fórmula 1                                          | Lotus F1 Team          | 19                | 0                 | 0                 | 0                 | 0                 | 27                | 14.º              |
| 2018      | 24 Horas de Le Mans - LMP2                         | DragonSpeed            | 1                 | 0                 | 0                 | 0                 | 0                 | N/A               | 5.º               |
| 2018-19   | Campeonato Mundial de Resistencia de la FIA - LMP2 | DragonSpeed            | 8                 | 1                 | 2                 | 1                 | 4                 | 117               | 3.º               |
| 2019      | WeatherTech SportsCar Championship - LMP2          | DragonSpeed            | 1                 | 1                 | 0                 | 0                 | 1                 | 35                | 8.º               |
| 2019      | 24 Horas de Le Mans - LMP2                         | DragonSpeed            | 1                 | 0                 | 0                 | 0                 | 0                 | N/A               | DNF               |
| Fuente:   |                                                    |                        |                   |                   |                   |                   |                   |                   |                   |

## Resultados

### Fórmula Renault 3.5 Series
(Clave) (negrita indica pole position) (cursiva indica vuelta rápida)

| Año  | Equipo       | 1        | 2         | 3         | 4        | 5         | 6         | 7         | 8     | 9     | 10      | 11       | 12       | 13        | 14        | 15        | 16        | 17        | Pos. | Puntos |
| ---- | ------------ | -------- | --------- | --------- | -------- | --------- | --------- | --------- | ----- | ----- | ------- | -------- | -------- | --------- | --------- | --------- | --------- | --------- | ---- | ------ |
| 2005 | DAMS         | ZOL 1 20 | ZOL 2 Ret | MON 1 DNS | VAL 1    | VAL 2     | LMS 1     | LMS 2     | BIL 1 | BIL 2 | OSC 1   | OSC 2    | DON 1 25 | DON 2 7   | EST 1 12  | EST 2 Ret | MNZ 1 Ret | MNZ 2 Ret | 25.º | 4      |
| 2006 | Draco Racing | ZOL 1 8  | ZOL 2 3   | MON 1     | IST 1 11 | IST 2 Ret | MIS 1 DSQ | MIS 2 Ret | SPA 1 | SPA 2 | NUR 1 6 | NUR 2 22 | DON 1 8  | DON 2 Ret | LMS 1 Ret | LMS 2 1   | CAT 1 10  | CAT 2     | 3.º  | 102    |

### Fórmula 3000 Italiana
(Clave) (negrita indica pole position) (cursiva indica vuelta rápida)

| Año  | Equipo                 | 1       | 2       | 3         | 4           | 5       | 6       | 7       | 8       | Pos. | Puntos |
| ---- | ---------------------- | ------- | ------- | --------- | ----------- | ------- | ------- | ------- | ------- | ---- | ------ |
| 2005 | Sighinolfi Auto Racing | ADR     | VAL     | BRN Ret   | IMO Ret     | MUG 7   | MAG 1   | MOZ     | MIS     | 9.º  | 14     |
| 2007 | G-Tec                  | VAL FEA | VAL SPR | HUN FEA 1 | HUN SPR Ret | MUG FEA | MUG SPR | MON FEA | MON SPR | 8.º  | 12     |

### GP2 Series
(Clave) (negrita indica pole position) (cursiva indica vuelta rápida puntuable)

| Año  | Escudería      | 1   | 1   | 2   | 2   | 3   | 3   | 4   | 4   | 5   | 5   | 6   | 6   | 7   | 7   | 8   | 8   | 9   | 9   | 10  | 10  | 11  | 11  | Pos. | Puntos | Ref.   |
| ---- | -------------- | --- | --- | --- | --- | --- | --- | --- | --- | --- | --- | --- | --- | --- | --- | --- | --- | --- | --- | --- | --- | --- | --- | ---- | ------ | ------ |
| 2007 | Trident Racing | SAK | SAK | BAR | BAR | MON | MON | MAG | MAG | SIL | SIL | NÜR | NÜR | BUD | BUD | EST | EST | MNZ | MNZ | SPA | SPA | VAL | VAL | 11.º | 25     | [ 34 ] |
| 2007 | Trident Racing | DNS | 16† | Ret | 17† | 1   | 1   | 10  | 8   | 7   | 2   | 6   | 4   | Ret | Ret |     |     |     |     |     |     |     |     | 11.º | 25     | [ 34 ] |
| 2008 | Piquet Sports  | BAR | BAR | EST | EST | MON | MON | MAG | MAG | SIL | SIL | HOC | HOC | BUD | BUD | VAL | VAL | SPA | SPA | MNZ | MNZ |     |     | 5.º  | 60     | [ 35 ] |
| 2008 | Piquet Sports  | 12  | Ret | Ret | Ret | 2   | Ret | 3   | 7   | Ret | 15† | 6   | 17  | 5   | 18† | 2   | Ret | 3   | 1   | 2   | 4   |     |     | 5.º  | 60     | [ 35 ] |
| 2009 | ART Grand Prix | BAR | BAR | MON | MON | EST | EST | SIL | SIL | NÜR | NÜR | BUD | BUD | VAL | VAL | SPA | SPA | MNZ | MNZ | ALG | ALG |     |     | 6.º  | 36     | [ 36 ] |
| 2009 | ART Grand Prix | 5   | 6   | 8   | 1   | 6   | 5   | 7   | 1   | Ret | 9   | 4   | Ret | DSQ | 8   | 4   | Ret | Ret | 15† | 11  | 20  |     |     | 6.º  | 36     | [ 36 ] |
| 2010 | Rapax Team     | BAR | BAR | MON | MON | EST | EST | VAL | VAL | SIL | SIL | HOC | HOC | BUD | BUD | SPA | SPA | MNZ | MNZ | YMC | YMC |     |     | 1.º  | 87     | [ 37 ] |
| 2010 | Rapax Team     | 6   | 3   | 2   | 11  | 1   | 6   | 1   | 4   | 1   | 4   | 1   | 20† | 1   | DSQ | 1   | Ret | Ret | Ret | 17  | 9   |     |     | 1.º  | 87     | [ 37 ] |

### Euroseries 3000
(Clave) (negrita indica pole position) (cursiva indica vuelta rápida)

| Año  | Equipo               | 1         | 2          | 3         | 4           | 5       | 6       | 7       | 8       | 9       | 10      | 11      | 12      | 13      | 14      | 15      | 16      | Pos. | Puntos |
| ---- | -------------------- | --------- | ---------- | --------- | ----------- | ------- | ------- | ------- | ------- | ------- | ------- | ------- | ------- | ------- | ------- | ------- | ------- | ---- | ------ |
| 2007 | G-Tec                | VAL FEA   | VAL SPR    | HUN FEA 1 | HUN SPR Ret | MAG FEA | MAG SPR | MUG FEA | MUG SPR | NUR FEA | NUR SPR | SPA FEA | SPA SPR | MON FEA | MON SPR | CAT FEA | CAT SPR | 11.º | 12     |
| 2008 | GP Racing            | VAL FEA   | VAL SPR    | SPA FEA 1 | SPA SPR C   | VAL FEA | VAL SPR | MUG FEA | MUG SPR | MIS FEA | MIS SPR | JER FEA | JER SPR | CAT FEA | CAT SPR | MAG FEA | MAG SPR | 12.º | 11     |
| 2009 | Teamcraft Motorsport | ALG FEA 1 | ALG SPR 10 | MAG FEA   | MAG SPR     | DON FEA | DON SPR | ZOL FEA | ZOL SPR | VAL 1   | VAL 2   | VAL 3   | VAL FEA | VAL SPR | MON FEA | MON SPR |         | 10.º | 10     |

### GP2 Asia Series
(Clave) (negrita indica pole position) (cursiva indica vuelta rápida puntuable)

| Año     | Escudería      | 1   | 1   | 2   | 2   | 3    | 3    | 4   | 4   | 5   | 5   | 6    | 6    | Pos. | Puntos | Ref.   |
| ------- | -------------- | --- | --- | --- | --- | ---- | ---- | --- | --- | --- | --- | ---- | ---- | ---- | ------ | ------ |
| 2008-09 | ART Grand Prix | SHA | SHA | DUB | DUB | SAK1 | SAK1 | LOS | LOS | KUA | KUA | SAK2 | SAK2 | 15.º | 7      | [ 38 ] |
| 2008-09 | ART Grand Prix |     |     | Ret | C   |      |      |     |     | 7   | 2   | Ret  | Ret  | 15.º | 7      | [ 38 ] |

### Fórmula 1
(Clave) (negrita indica pole position) (cursiva indica vuelta rápida)

| Año     | Escudería        | 1       | 2       | 3       | 4       | 5       | 6       | 7       | 8      | 9       | 10     | 11      | 12      | 13     | 14      | 15     | 16      | 17      | 18     | 19      | 20      | Pos. | Puntos |
| ------- | ---------------- | ------- | ------- | ------- | ------- | ------- | ------- | ------- | ------ | ------- | ------ | ------- | ------- | ------ | ------- | ------ | ------- | ------- | ------ | ------- | ------- | ---- | ------ |
| 2011    | AT&T Williams    | AUS Ret | MYS Ret | CHN 18  | TUR 17  | ESP 15  | MON 18† | CAN Ret | EUR 18 | GBR 14  | GER 14 | HUN 16  | BEL 10  | ITA 11 | SIN 11  | JPN 14 | RCO Ret | IND Ret | ABU 14 | BRA Ret |         | 19.º | 1      |
| 2012    | Williams F1 Team | AUS 13† | MYS 19† | CHN 8   | BHR Ret | ESP 1   | MON Ret | CAN 13  | EUR 12 | GBR 16  | GER 15 | HUN 13  | BEL Ret | ITA 11 | SIN Ret | JPN 8  | RCO 14  | IND 16  | ABU 5  | USA 9   | BRA Ret | 15.º | 45     |
| 2013    | Williams F1 Team | AUS Ret | MYS Ret | CHN 14  | BHR 11  | ESP 14  | MON Ret | CAN 16  | GBR 11 | GER 15  | HUN 10 | BEL 17  | ITA 14  | SIN 11 | RCO 13  | JPN 16 | IND 12  | ABU 11  | USA 17 | BRA 16  |         | 18.º | 1      |
| 2014    | Lotus F1 Team    | AUS Ret | MYS Ret | BHR 14  | CHN 14  | ESP 15  | MON DNS | CAN Ret | AUT 12 | GBR 17† | GER 12 | HUN 13  | BEL Ret | ITA 14 | SIN 12  | JPN 16 | RUS 18  | USA 9   | BRA 12 | ABU Ret |         | 16.º | 2      |
| 2015    | Lotus F1 Team    | AUS Ret | MYS Ret | CHN Ret | BHR 15  | ESP Ret | MON Ret | CAN 7   | AUT 7  | GBR Ret | HUN 14 | BEL Ret | ITA Ret | SIN 12 | JPN 8   | RUS 7  | USA 8   | MEX 11  | BRA 10 | ABU Ret |         | 14.º | 27     |
| Fuente: |                  |         |         |         |         |         |         |         |        |         |        |         |         |        |         |        |         |         |        |         |         |      |        |

### Campeonato Mundial de Resistencia de la FIA
(Clave) (negrita indica pole position) (cursiva indica vuelta rápida)

| Año     | Escudería   | Clase | Automóvil       | 1   | 2   | 3   | 4   | 5   | 6   | 7   | 8   | Pos. | Puntos | Ref.   |
| ------- | ----------- | ----- | --------------- | --- | --- | --- | --- | --- | --- | --- | --- | ---- | ------ | ------ |
| 2018-19 | DragonSpeed | LMP2  | Oreca 07-Gibson | SPA | LMS | SIL | FUJ | SHA | SEB | SPA | LMS | 3.º  | 117    | [ 40 ] |
| 2018-19 | DragonSpeed | LMP2  | Oreca 07-Gibson | 5   | 3   | 4   | 6   | 2   | 3   | 1   | Ret | 3.º  | 117    | [ 40 ] |

### 24 Horas de Le Mans
| Año  | Equipo      | Copilotos                          | Automóvil       | Clase | Vueltas | Pos. | Pos. Clase |
| ---- | ----------- | ---------------------------------- | --------------- | ----- | ------- | ---- | ---------- |
| 2018 | DragonSpeed | Roberto González Nathanaël Berthon | Oreca 07-Gibson | LMP2  | 360     | 9.º  | 5.º        |
| 2019 | DragonSpeed | Roberto González Anthony Davidson  | Oreca 07-Gibson | LMP2  | 245     | DNF  | DNF        |